# ホセ・ジェイムズ
ホセ・ジェイムズ（José James、1978年1月20日 - ）はアメリカ合衆国の歌手。
正しい発音は「ホゼ・ジェイムズ」だが、一般的に日本では「ホセ・ジェイムズ」の表記で浸透している。

## 経歴
ジャズ、ソウル、エレクトロ、ヒップホップなどを融合させた新しいジャズのヴォーカルスタイルが特徴。主に影響を受けたアーティストとしては、ジョン・コルトレーン、マーヴィン・ゲイ、ビリー・ホリデイ等を挙げている。
アメリカ合衆国ミネソタ州ミネアポリス出身。アイリッシュ家系の母親と、ミュージシャンであるパナマ人の父親の間に育つ。高校時代まではア・トライブ・コールド・クエストなどのヒップホップに熱中していたが、デューク・エリントンの音楽と出会って以降はジャズに傾倒。中でもジョン・コルトレーンの『Equinox』に強く影響を受けたという。
2000年より活動の拠点をニューヨークへ移し、2004年に同市にあるニュー・スクール・フォー・ジャズ＆コンテンポラリー・ミュージックに入学。
2008年に、ファーストアルバム『The Dreamer』をリリースした。2010年には『Blackmagic』と『For All We Know』の2作をリリース。 後者はエジソン・アワードおよびアカデミー・ドゥ・ジャズのグランプリを獲得している。
2012年にブルー・ノート・レコードに移籍し、翌年1月に自身の4番目のアルバムとなる『ノー・ビギニング・ノー・エンド』をリリース。
その後2014年に同レーベルから『ホワイル・ユー・ワー・スリーピング』をリリース。このアルバムは以前までのジャズやソウルとヒップホップを融合させたスタイルとは異なり、インディー・ロックとエレクトロへのアプローチを主眼として作成されたと語っており、具体的な影響としてロック面ではレディオヘッド、ニルヴァーナ、エレクトロではホセ・ゴンザレスやフランク・オーシャン、ジェイムス・ブレイク等を挙げている。
2012年にビリー・ホリデイ生誕100周年を記念してベルギーで行なったトリビュート・ライヴをきっかけに、ジェイソン・モラン(Pf)、ジョン・パティトゥッチ(Ba)、エリック・ハーランド(Dr)をメンバーに迎えたトリビュート・アルバム『イエスタデイ・アイ・ハド・ザ・ブルース』をドン・ウォズによるプロデュースのもと、2015年3月に完成させた。
DJ Mitsu the Beats、椎名林檎、Soil & "Pimp" Sessions、黒田卓也など日本のアーティストとの関わりも多い。日本には2007年に初来日し、その後も定期的に日本でライブ公演を行っている。

## ディスコグラフィ

### スタジオ・アルバム
- The Dreamer (Brownswood Recordings/Beat) 2008年
- Blackmagic (Brownswood Recordings/Beat) 2010年
- ジェフ・ニーヴと共演, フォー・オール・ウィ・ノウ - For All We Know (Impulse!) 2010年
- ノー・ビギニング・ノー・エンド - No Beginning No End (Blue Note) 2013年
- ホワイル・ユー・ワー・スリーピング - While You Were Sleeping (Blue Note) 2014年
- イエスタデイ・アイ・ハド・ザ・ブルース - Yesterday I Had the Blues: The Music of Billie Holiday (Blue Note) 2015年
- ラヴ・イン・ア・タイム・オブ・マッドネス - Love in a Time of Madness (Blue Note) 2017年
- リーン・オン・ミー - Lean On Me (Blue Note) 2018年

### コンピレーション
- ザ・ドリーマー・フォー・クラブ・ラヴァーズ - The Dreamer for Club Lovers (Brownswood Recordings) 2008年

### シングル
- "Blackeyedsusan" 2007年
- "Park Bench People" 2008年
- "Desire (Moodymann Remix)" b/w "Love (Ben Westbeech Remix)" 2008年
- "Blackmagic" 2009年
- "Warrior" 2010年

### ゲスト参加作品
- J.A.Mの作品に参加, "Jazzy Joint" from Just a Maestro (JVC) 2008年
- ジャザノヴァ（英語版）の作品に参加, "Little Bird" from Of All the Things (Verve) 2008年
- ニコラ・コンテ（英語版）の作品に参加, Rituals (Schema) 2008年
- Yellowtailの作品に参加, "Kings & Queens" from Grand & Putnam (Bagpak) 2009年
- DJ MITSU THE BEATSの作品に参加, "Promise in Love" from A Word to the Wise (Planet Groove) 2009年
- ベースメント・ジャックスの作品に参加, "Gimme Somethin' True" from Scars (XL/Ultra/Interscope) 2009年
- ベースメント・ジャックスの作品に参加, "Where R We Now" from Zephyr (XL/Ultra/Interscope) 2009年
- ティモ・ラッシーの作品に参加, "The More I Look at You" and "Ya Dig" from Round Two (Ricky-Tick) 2009年
- チコ・ハミルトンの作品に参加, Twelve Tones of Love (Joyous Shout!) 2009年
- J.A.Mの作品に参加, "Lovejam" from Just Another Mind (JVC) 2010年
- リチャード・スペイヴンの作品に参加, "Maz" from Spaven's 5ive (Jazz Refreshed) 2010年
- ニコラ・コンテの作品に参加, Love & Revolution ((Impulse!/Universal Italy) 2011年
- Oh Noの作品に参加, "Dues n Donts" from Ohnomite (Traffic En) 2012年
- Suphalaの作品に参加, Alien Ancestry (Tzadik) 2013年
- Soil & "Pimp" Sessionsの作品に参加, "Summer Love" from Circles (JVC) 2013年
- クリス・バワーズの作品に参加, "Ways of Light" from Heroes + Misfits (Universal) 2014年

## シングル
- en:Lovely Day - ビル・ウィザースの名曲をレイラ・ハサウェイとカヴァー。